# Garritan
Garritan（ガーリタン）は、アメリカ合衆国のMakeMusic社によって発売されているソフトウェア・シンセサイザーブランド名。日本での販売はクリプトン・フューチャー・メディアで、過去にはパッケージ版が販売されていたが、現在では在庫品を除き同社が運営するSONICWIREでのダウンロード販売に移行している。
もともとはハープ奏者でもあるGary Garritanが設立したソフトウェア・シンセサイザーの会社。手軽な操作で使用できる音源として、各製品が開発されている。VST、AU、RTAS、スタンドアロン対応で動作する。
かつてはGIGA、次にKontaktで動作していたが、現在は独自のAria Player（後述）で動作する。

## 製品一覧
- SONICWIREでダウンロード販売されている製品
  - Garritan Personal Orchestra (GPO)  - オーケストラ用の総合音源
  - Garritan Jazz & Big Band (JABB)  - ジャズ用の総合音源
  - Garritan Concert and Marching Band (COMB)  - ブラスバンド音源
  - Garritan World Instruments - 世界各国の民族楽器300種類を収録した専門音源
  - Garritan Instant Orchestra (IO) - アンサンブルがメインのオーケストラ音源
  - Garritan Classic Pipe Organs - パイプオルガン音源
  - Garritan Harps - ハープ音源
  - Garritan CFX Lite - 下記の「Abbey Road Studios CFX Concert Grand virtual piano」の簡易版
  - Garritan Anthology - 上記の音源をセットにしたもの
- バンドルされている製品
  - Finale Default Bank  makemusicの「Finale」に付属。GPO、JABB、COMBからの抜粋と、一部独自の音。なお、Aria PlayerになってからはFinale以外でも使用可能。
  - ※名称不明  AKAIのウィンドシンセサイザー「EWI USB」に付属。
- 日本国内で未発売もしくは廃盤扱いの製品 (2014年11月現在)
  - Garritan Abbey Road Studios CFX Concert Grand virtual piano - ピアノ音源。名前の通り、ヤマハのコンサートグランドピアノ・CFXの音をイギリスのアビーロード・スタジオで収録。
- 過去に発売されていた製品
  - Garritan Stradivari Solo Violin
  - Garritan Gofriller Solo Cello
  - Garritan Orchestral Strings
  - Steinway Virtual Concert Grand Bassic
  - Steinway Virtual Concert Grand Standard
  - Steinway Virtual Concert Grand Professional

## Aria Player
Plogue Art et Technologie Incによって開発された、現在発売中のGarritan各製品を使用するためのソフトウェア。最新版はVer.1.620。
Ver.1.5からは、リバーブ機能において、Ver.1.28まで付属していたAmbientに加え、Convolutionが加わった。
今後、Gigaフォーマットを取りあつかえるようにする計画がある。

## 楽譜作成ソフトウェアとの関係
シンセサイザーにつないでの演奏を考慮した一般的な”Standard”に加え、Finale・Sibeliusへの使用を想定した”Notation”というパッチ群が作られている。これは、音色を変更するキー・スイッチを各楽器共通のものとし、楽譜作成ソフトウェアでの設定を容易にするために用いられている。StandardとNotationで音色の違いは基本的にないが、コントローラー等に違いがある。
以前からFinaleとSibelius双方に音源を一部提供してきたGarritanであるが、2011年11月30日にmakemusicの完全子会社となり、またSibeliusもAvid内で独自の音源を作成したことなどから、今後はFinaleとの結びつきがより一層強くなると思われる。なお、FinaleにおけるHuman Playbackも正常に作動する。